# Alternanthera pulchella
Espèce
Classification APG III (2009)
Alternanthera pulchella est une espèce de plantes à fleurs de la famille des Chenopodiaceae. C'est une plante herbacée endémique de la région des Llanos au Venezuela.